# Stora Åkertjärnen
Stora Åkertjärnen är en sjö i Årjängs kommun i Värmland och ingår i Göta älvs huvudavrinningsområde.